# NYYA-1
NYYA-1は、海上自衛隊が最初に導入した戦術情報処理装置。アメリカ合衆国のリング・テムコ・ボート（LTV）社がアメリカ沿岸警備隊向けのTACNAVシステム（Tactical Navigation System）として開発したもので、昭和45年度の「たかつき」（38DDA）の第1回特別修理の際に搭載された。

## 概要
本機は、基本的には従来の戦闘指揮所（CIC）にあった対空作図盤および水上作図盤を代替する状況表示装置であった。プロジェクタによって、垂直スクリーン上に水上・空中・水中目標の位置・航跡等の情報をシンボル化して表示するものであり、目標データの入力は、AN/SPA-34レーダーリピータおよびNC-2プロッターに取り付けられた入力装置を使用する。またシステムの中核となる情報処理装置としては、UNIVAC-1218電子計算機（CP-789）が採用された。64の近接した目標と、96の遠距離の目標を扱うことができるとされていたが、現実的にはこのような多数の目標情報を同時に処理する機会はなかった。また戦術データ・リンクおよび武器管制機能のいずれとも連接されなかった。
しかし、もともと個艦用に設計され、CICオペレーションの合理化・能率化を主目的としたもので、海上自衛隊の求めるものとは異なっており、またスクリーン上のシンボルを個々に動かすのではなくスクリーン全体の情報を一気に更新しなければならないなどの制約もあった。このこともあり、当初は「たかつき」に続いて同型艦「きくづき」（39DDA）への搭載も予定されていたものの、これは行われず、「たちかぜ」（46DDG）に搭載された目標指示装置 (WES) を端緒として、アメリカ海軍の海軍戦術情報システム（NTDS）をベースとしたOYQシリーズへと移行していくことになった。
なお本機について、アメリカの著名な海軍史家であるノーマン・フリードマンは、「CP-642Bコンピュータ1基とOA-7979/UYA-4コンソール4基、水平型で大型のOJ-195/UYA-4コンソール1基より構成されており、アメリカ海軍がガーシア級フリゲートのうち2隻（FF-1047・1049）に搭載したNTDSの対潜版試作型（ASWSC&CS, ASW Ship Command and Control System）に近いものであった」としているが、この情報について、堤明夫海将補（退役）は「残念ながら、全く違う、というか全くの誤りです」と述べている。